# Stuchbury
Stuchbury är en by i civil parish Greatworth and Halse, i distriktet West Northamptonshire, i grevskapet Northamptonshire, i England. Byn är belägen 7 km från Brackley. Stuchbury var en civil parish fram till 1935 när den blev en del av Greatworth. Civil parish hade 39 invånare år 1931. Byn nämndes i Domedagsboken (Domesday Book) år 1086, och kallades då Stoteberie.